# Saperawi Severni
Saperawi Severni ist eine Rotweinsorte. Es handelt sich um eine Neuzüchtung zwischen den Sorten Severni und Saperawi. Die Kreuzung der Hybridrebe (durch den Einfluss der Sorte Severni liegen Merkmale der Wildrebe Vitis amurensis vor) wurde am Weinbauforschungs-Institut Magaratsch durch Potapenko in Rostow am Don (Russland) durchgeführt, die Freigabe für die Vermarktung erfolgte im Jahre 1947.
Synonyme: Saperawi du Nord, Saperavi Severni
Abstammung: Severny x Saperawi

## Abkömmlinge
Gm 6493 (oder auch Geisenheim 6493) war eine Sämlingspopulation, die im Jahre 1964 durch V. Kraus in der damaligen Tschechoslowakei aus den Rebsorten Zarya Severa x Muskat-Ottonel gekreuzt wurde. Kraus bot die Sämlinge Helmut Becker (1927–1990), damals an der Forschungsanstalt Geisenheim tätig, an, der die Bedeutung dieses Materials erkannte und es züchterisch in Nachkommenschaftsprüfungen weiterbearbeitete.
Norbert Becker recherchierte bei den Kreuzungen von V. Kraus aus dem Jahr 1964 für die Sämlingspopulation, die erst in Geisenheim die Bezeichnung Gm 6493 erhalten hatte, irrtümlich die Rebsorte Saperawi Severni als Vatersorte. Eine differenzierte Nachrecherche von N. Beckers Nachfolger Volker Jörger zusammen mit Kollegen von der Forschungsanstalt Geisenheim konnte den Irrtum aufzeigen und die wahre Elternschaft gilt in Fachkreisen seit dem Jahr 2003 als gesichert. Diese Erkenntnisse konnten jedoch nicht mehr in die 13. Auflage des Taschenbuch der Rebsorten aufgenommen werden. In Deutschland floss Saperwi Severni somit nicht in die Züchtungen Bronner, Baron, Cabernet Carbon, Prior und Solaris ein.